# Eucera distinguenda
Eucera distinguenda là một loài Hymenoptera trong họ Apidae. Loài này được Morawitz mô tả khoa học năm 1875.